# Pyroneura aurantiaca
Pyroneura aurantiaca is een vlinder uit de familie van de dikkopjes (Hesperiidae). De wetenschappelijke naam van de soort is voor het eerst geldig gepubliceerd in 1897 door Elwes & Edwards.